# ان‌ال‌وی فاروس
ان‌ال‌وی فاروس (به انگلیسی: NLV Pharos) یک کشتی است که طول آن o/a: 84.20m BP: 75.00m و ارتفاع آن Air Draught 30 m می‌باشد. این کشتی در سال ۲۰۰۶ ساخته شد.